# RCW 75
RCW 75 (nota anche come Gum 48a) è una nebulosa a emissione visibile nella costellazione del Centauro.
Si individua nella parte meridionale della costellazione, immersa nella scia luminosa della Via Lattea del sud; la sua posizione si trova a metà strada fra le brillanti stelle Acrux e Hadar. Non è visibile attraverso un binocolo, ma può essere scorta al telescopio e fotografata senza eccessive difficoltà. Il periodo migliore per la sua osservazione nel cielo della sera ricade nei mesi compresi fra febbraio e luglio, ed esclusivamente dalle regioni dell'emisfero australe e da quelle boreali tropicali.
RCW 75 è una grande regione H II situata sul Braccio del Sagittario a una distanza non inferiore ai 2000 parsec (6520 anni luce); appare fisicamente associato all'ammasso aperto Stock 16, dalle cui stelle più massicce viene ionizzata. Stock 16 costituisce uno degli addensamenti maggiori di Centaurus OB1, una grande associazione OB in cui sono note 24 stelle massicce di classe spettrale O, B e A, fra le quali spiccano alcune supergiganti blu, una ipergigante bianca e due stelle di Wolf-Rayet. Fra le stelle maggiormente responsabili della ionizzazione di RCW 75 vi sarebbero le due stelle blu HD 115455 e DM-61 3587, la cui età non sarebbe superiore a 6 milioni di anni.
Al complesso nebuloso sarebbe associata anche la complessa nebulosa a riflessione vdBH 60, le cui quattro componenti, indicate con le lettere dalla a alla d, sembrano associate a differenti ammassi di sorgenti di radiazione infrarossa a distanze comprese fra 2100 e 2400 parsec. Il satellite IRAS ha identificato in questa regione quattro sorgenti infrarosse, indicate con le sigle IRAS 13158-6217, IRAS 13165-6217, IRAS 13168-6215 e IRAS 13168-6208, quest'ultima coincidente con la stella Be WRAY 15-1090 (GSC 08994-01931), profondamente immersa nei gas della nube.
Nelle vicinanze della nebulosa è presente anche il vasto complesso nebuloso di Ced 122, ben visibile poco più a sud, che si estende per alcuni gradi.